# Parque Nacional Marinho de Dahlak
O Parque Nacional Marinho de Dahlak (Dahlac) é um parque nacional na região norte do Mar Vermelho da Eritreia. Inclui parte do arquipélago de Dahlak e as águas circundantes.
É preciso agora obter permissão antes de poder viajar para lá. O parque está a florescer com vida selvagem e existem cerca de 325 espécies diferentes de peixes nas águas que cercam a região. Muitas das ilhas desabitadas tornaram-se áreas de nidificação para um grande número de aves marinhas devido à sua natureza isolada e ricas áreas de alimentação.